# Ruth Nathorst
Ruth Gabriella Nathorst, född 14 augusti 1883 i Stockholm, död 19 januari 1961 i Uppsala, var en svensk missionär.
Ruth Nathorst var dotter till Alfred Nathorst. Hon genomgick Åhlinska skolan, avlade lärarinneexamen vid Anna Sandströms seminarium 1910 och studerade teologi vid Uppsala universitet 1910–1914. Nathorst var lärarinna vid Karlskrona elementarläroverk för flickor 1907–1909, var vikarierande adjunkt vid Folkskoleseminariet i Kalmar 1914–1916 och resesekreterare i Svenska kvinnors missionsförening 1916–1917, varvid hon verkade för att svenska kyrkan skulle börja med missionsverksamhet i Kina. 1918 sändes hon som missionär till Hunan, där någon svensk missionsverksamhet inte tidigare förekommit. Först verkade hon i Kinas KFUK i Changsha och inom Kinas kvinnliga kristliga studentrörelse, därefter som lärarinna vid det norska lärarinneseminariet i Yiyang. Hon deltog i församlingsarbetet i Changsha, undervisade ett par år på den lutherska högskolan på Taohualun och därefter vid det lutherska läroverket där. Nathorst lämnade Kina 1944, besökte svenska kyrkans missionsfält i Indien 1945 och var från 1946 bosatt i Uppsala. I föredrag redogjorde hon för sina erfarenheter från Kina. Hon utgav flera läroböcker i kristendomskunskap på kinesiska för det lutherska läroverket i Taohualun och skrev några böcker om Kina: Kinas kvinna i forntid och nutid (1924) och Sun Yat-sen. Det nya Kinas frihetskämpe (1933). Nathorst är begravd på Norra begravningsplatsen utanför Stockholm.